# Carlia fusca
Espèce
Synonymes
- Heteropus fuscus Duméril & Bibron, 1839
- Heteropus tricarinatus Meyer, 1874
- Lygosoma fuscum jamnanum Loveridge, 1948

Carlia fusca est une espèce de sauriens de la famille des Scincidae.

## Répartition
Cette espèce se rencontre en Nouvelle-Guinée, dans l'archipel Bismarck, dans les îles Salomon, dans les îles Kei et dans l'île Waigeo.

## Étymologie
Le nom spécifique fusca vient du latin fuscus, sombre (féminisé en fusca car le nom de genre Carlia est féminin).

## Publication originale
- Duméril & Bibron, 1839 : Erpétologie Générale ou Histoire Naturelle Complète des Reptiles. vol. 5, Roret/Fain et Thunot, Paris, p. 1-871 (texte intégral).